# Strongylacron buchholtzi
Strongylacron buchholtzi är en kräftdjursart som först beskrevs av Boeck 1872.  Strongylacron buchholtzi ingår i släktet Strongylacron och familjen Cletodidae. Inga underarter finns listade i Catalogue of Life.